# لؤلئية
اللُّؤْلُئِيَّة (ولا تكتب اللُّؤْلُؤِيَّة، ذلك أن قواعد رسم الهمزة تستوجب رسم الهمزة الآخرة على النبرة) أو زَهْرَةُ اللُّؤْلُؤِ هي جنس نبات من الفصيلة النجمية.

## معرض صور

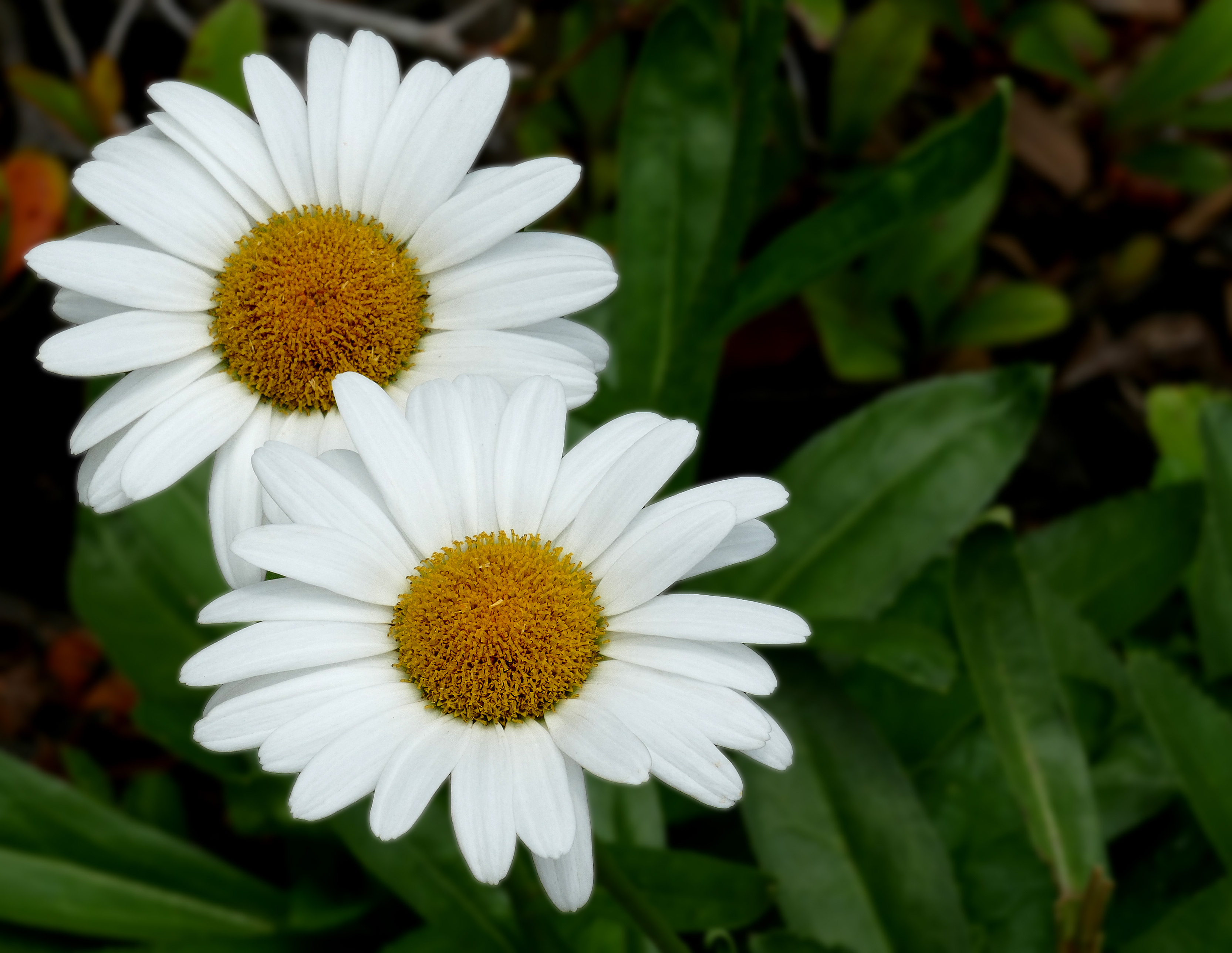
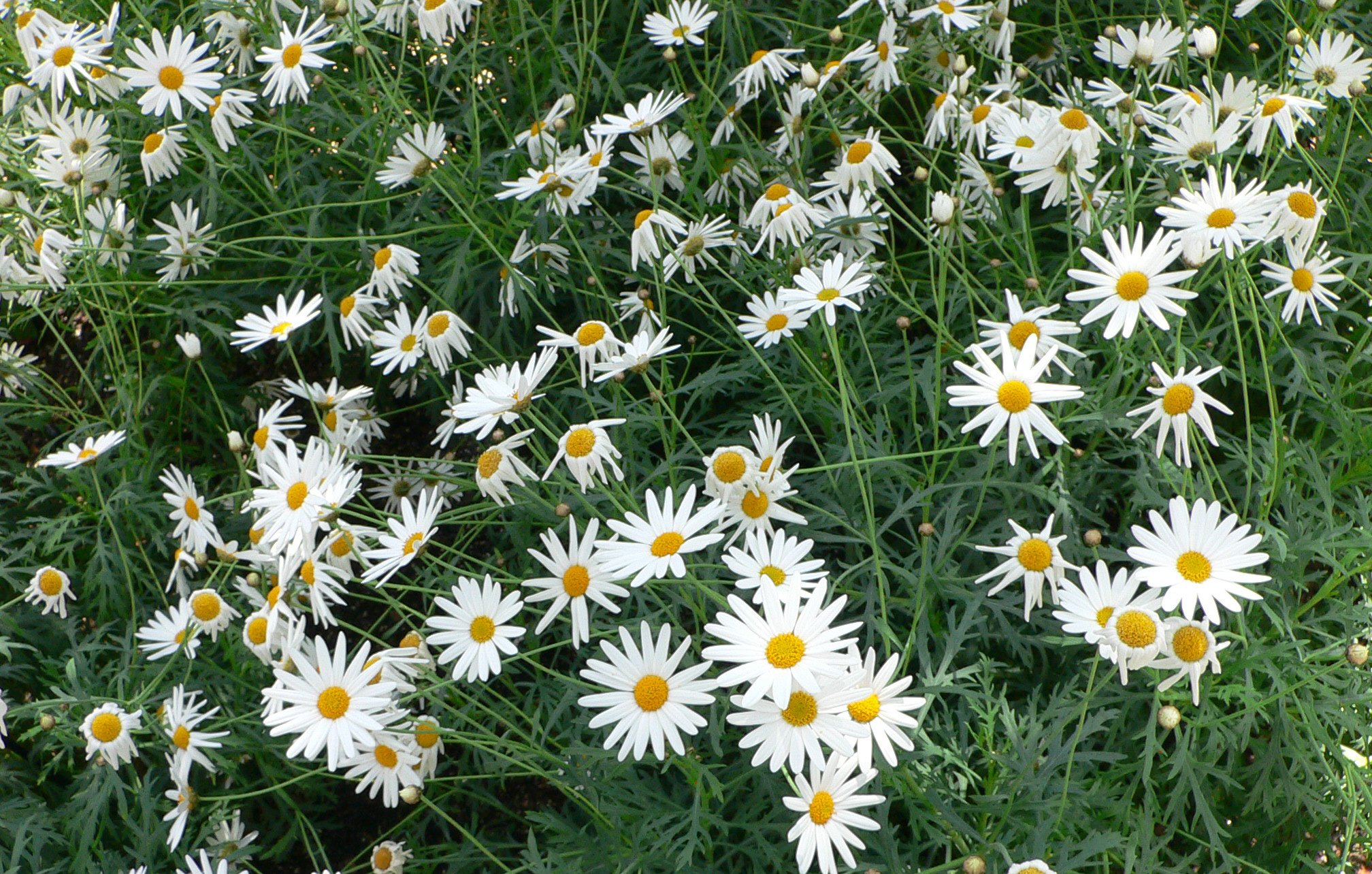
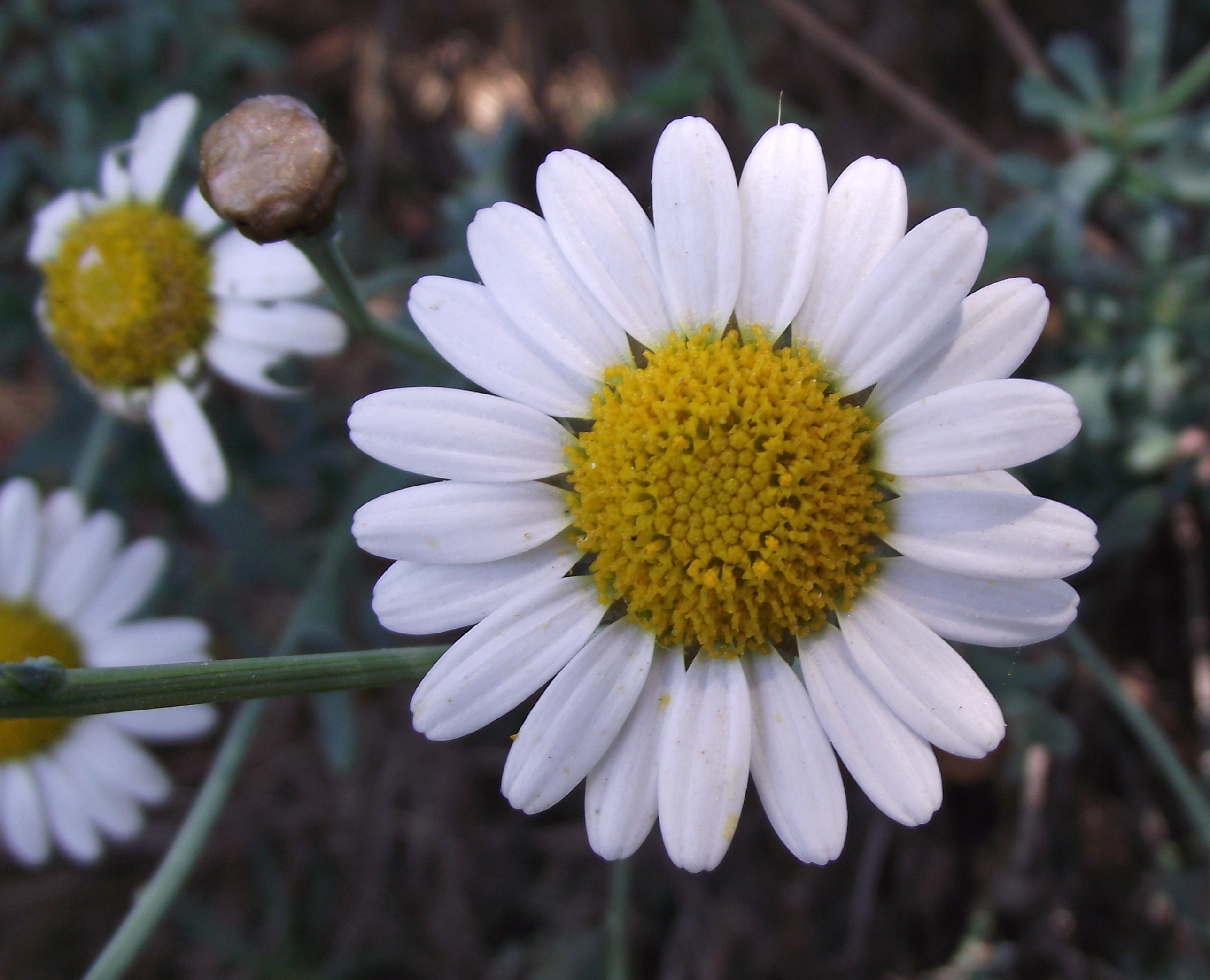
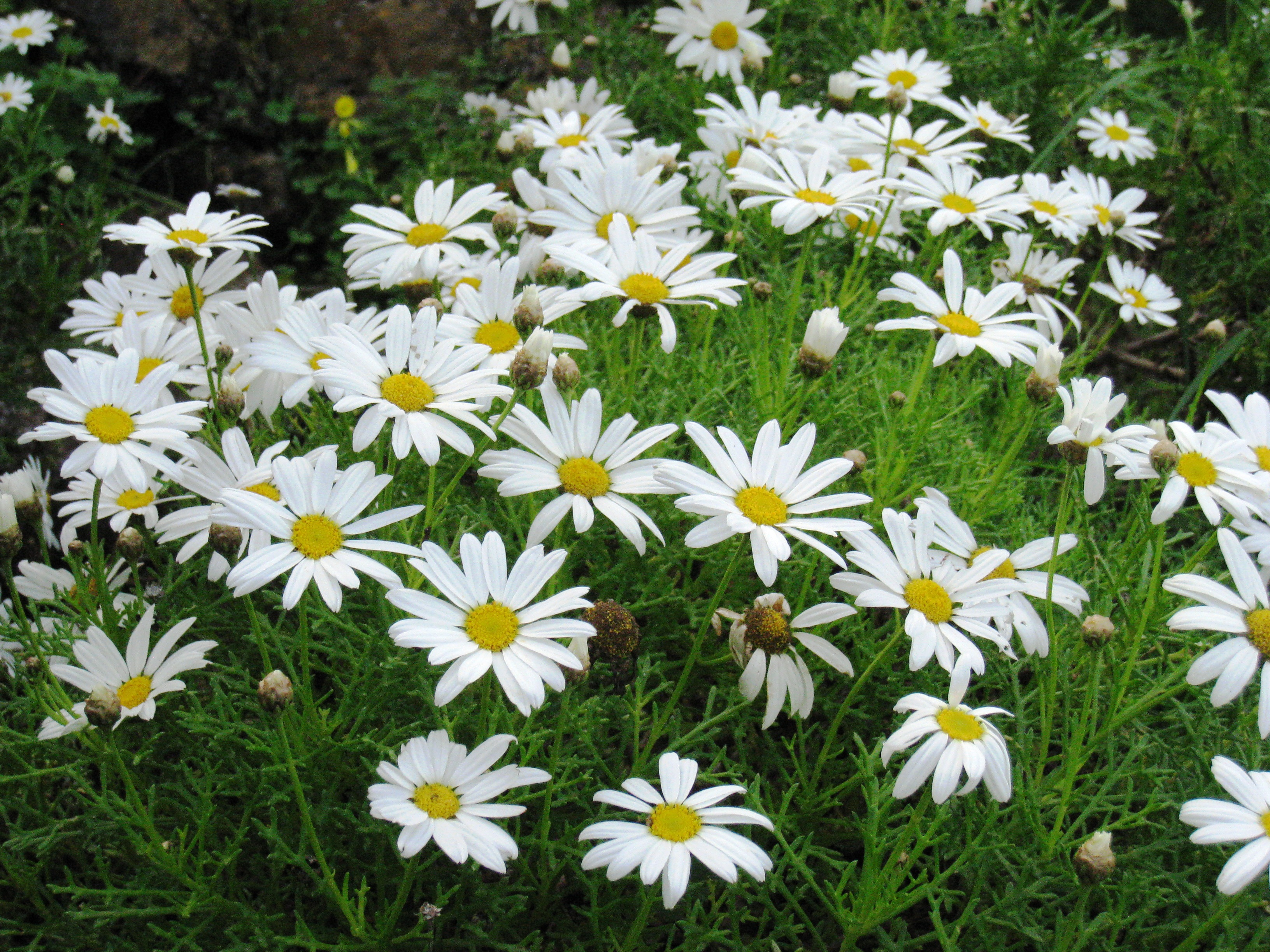